# 木村和貴
木村和貴（きむら かずき、1988年12月3日 - ）は、東京都荒川区出身のマーケター、コミュニケーションプランナー、編集者。Voicy番組パーソナリティ。元AMP共同編集長。
立教大学経済学部を卒業後、セプテーニに入社。その後ブラーブメディアにてビジネスインスピレーションメディア『AMP（アンプ）』の共同編集長を務め、スタートアップ、テクノロジー、カルチャーに関する取材・編集に加え、エストニア等への視察訪問、イベント登壇、NewsPicksおすすめピッカー等でも活動する。以後、電通パブリックリレーションズにて企業ブランディングを中心としたコミュニケーション・プランニングを行う。Voicy番組『きむかずのソーシャルデザインラボ』にてパーソナリティを務める。

## 経歴

### 学歴
2001年に立教新座中学校に入学。2004年に立教新座高等学校に進学し、2007年に立教大学経済学部経済政策学科へ入学。
2011年に同大学を卒業し、就職。2015年に立教大学大学院ビジネスデザイン研究科へ入学し、会社勤務を続けながら通学。2017年に同大学院を卒業し経営管理学修士（MBA）を取得。

### 社歴
2011年にセプテーニに入社。運用型広告を中心としたデジタルマーケティングに5年程度携わり、2015年からは新規事業責任者としてWebメディアの立ち上げを経験。
2016年より電通パブリックリレーションズへ転職し、ブラーブメディアへ出向。新メディアの立ち上げに従事し、2017年にミレニアル世代向けビジネスメディア『AMP』を共同編集長として創刊。
2020年より電通パブリックリレーションズにてコーポレートブランドデザイン部に加入。企業ブランディングを中心としたコーポレートコミュニケーションプランニングを行う。

## 賞歴
2012年：経済産業省クールジャパン大賞
2013年：第50回宣伝会議賞協賛企業賞
2016年：第8回販促会議コンペティションゴールド
2019年：カンヌライオンズ ヤングPR部門国内ブロンズ

## 主な活動

### マーケティング・コミュニケーションプランニング
セプテーニ時代は運用型広告を中心としたデジタルマーケティングコンサルタントとして活動。SEM、ネットワーク広告、SNS広告などを幅広く行う。
上級ウェブ解析士や、GAIQなどを取得。ビジネススクールにて広義のマーケティングや消費者行動論などについても学習。
社内・社外活動にてコピーライティングや企画での作品がある。また、自身のnoteにてPRコミュニケーションと経営視点の融合に関する研究やボイスメディアVoicyにて自身の番組のパーソナリティを務め、ソーシャルデザインについて言及し、発信活動を行っている。メディア取材ではミレニアル世代・Z世代の価値観変化として王道から多道へ進んでいると語っている。
また、2020年に新たな経営・マーケティング・ブランディングの概念として『ブランドフューチャーフィット』を提唱している。
主な作品
コピー：「タッチの差は、意外と大きい。」（第50回宣伝会議賞、課題：クレディセゾン「永久不滅.com」）
コピー：「そのペダルに、想いを乗せて。」（ツールド東北2013パンフレット、セプテーニ協賛企業欄）
企画：「Mapion-bot（マピオンボット）」（第8回販促コンペ、課題：Mapion）
note：【経営×PRを考えてみた】マーケティング編
Voicy：『きむかずのソーシャルデザインラボ』パーソナリティ

### 新規事業
2015年にセプテーニ子会社にて新規事業責任者として情報サイトの立ち上げを経験。
また、2017年には新規デジタルメディア立ち上げの担当として『AMP』を創刊。
ビジネススクール時代は、修士論文（ビジネスプラン）にてベストビジネスプランアワードを受賞しているというバックグラウンドがある。

### 編集・ライティング
共同編集長を務めるAMPにて、取材やライティングの活動も行っている。
取材実績としては、著名な取材対象者に俳優・佐々木蔵之介やスケート・髙木菜那、PARTY・中村洋基等がいる。
また、自身ではAIに関連する記事やスタートアップ、テクノロジー分野の記事を主に執筆している。
NewsPicksにて『テクノロジーの未来』『メディアの現場から』おすすめピッカーに選定されている。

## メディア出演・登壇

### メディア
AdverTimes：クールジャパン大賞受賞時に掲載
宣伝会議：宣伝会議賞協賛企業賞受賞時に作品およびコメント掲載
販促会議：販促会議コンペティションゴールド受賞時に作品およびコメント掲載
ログミー：イベント登壇時のプレゼンテーション記事掲載多数
PR GENIC：『人生の選択肢は王道から多道へ。ミレニアル世代の生態と2020年に注目すべき動向とは？』

### イベント
AMPイベント「電子国家エストニアのスタートアップシーン」：エストニアの環境と教育についてプレゼンテーション
AMP1周年記念イベント「CHANGE THE GAME」セッション1：世界のゲームチェンジ事例についてプレゼンテーション
AMP1周年記念イベント「CHANGE THE GAME」セッション2：三田則房、工藤里紗とのトークセッションにてファシリテーター
WASEDA NEO主催イベント「誰がためにミレニアルズは働く？80年代生まれが語る、枠にとらわれない働き方」
AMPイベント「エストニア・スタートアップ最新動向レポート」
ログミー主催イベント「大予測！2019年ビジネスメディアの潮流」
プライベートイベント「カンヌPR部門10年間の作品をつまみに、まったりトークBAR」